# Zuaias
Zuaias (em árabe: الزوية‎; romaniz.: al-Zuaia) são uma tribo murabitina, um dos maiores grupos árabo-berbere da Cirenaica na Líbia. Aparecem nas fontes desde ao menos o século XVIII e estiveram ativamente envolvidos no comércio caravaneiros da Cirenaica com os países vizinhos como guias, guardas e locadores de camelos. Também há registro de ações militares por parte dos zauias, como de sua conquista do oásis de Cufra dos tubus e sua recente luta com eles em 2012.

## Vida
Os zuaias vivam em território cuja precipitação era baixa, razão pela qual decidiram adotar postura mais agressiva e mudar-se ao interior em direção ao oásis de Cufra. Uma das menções mais precoces aos zauias ocorre ca. 1730, quando ocupam, ao lado dos hassunas da Tripolitânia, os territórios dos tubus em Cufra; Miriam Hoexter dá uma datação completamente diferente e afirma que a conquista ocorreu em 1840. No século XVIII, foram uma das tribos envolvidas nas redes comerciais do Saara, atuando como guias, guardas e locadores de camelos às caravanas. Eles também foram proprietária da maior parte das tamareiras cultivadas entre o norte da Cirenaica e Uadai, no lago Chade, em propriedades que eram trabalhadas por tubus.
Cufra era importante rota de comércio e viagem e em meados do século XIX foi ocupada pelos senússitas que construíram um zauia e tomaram o melhor solo e mais ricos jardins. Eles converteram os zauias à sua seita e incorporaram-os a sua rede de pregação e comércio. Os zauias e os majabras envolveram-se no comércio com Uadai e com o tempo dominaram-o. Com sua conversão, a ordem senússita espalhou sua ideologia ao Chade e recebeu altos tributos e receitas do comércio.  Além disso, os senússitas tiveram papel decisivo na reconciliação de tribos locais, como na disputa entre os zauias e tubus de Cufra, e a medida que aumentaram sua influência estruturaram sua ordem segundo modelos da sociedade zauia.
Ao longo do tempo, os zuaias se miscigenaram com imigrantes oriundos do Chade e Sudão, ex-integrantes da extinta ordem Senussi e escravos emancipados. No século IX, os zauias pagavam tributo aos saaditas por sua maior proeminência, mas a medida que eles começaram a adquirir mais projeção entre as tribos, sobretudo como soldados contratados pelos próprio saaditas, deixaram de remeter tributo. Em 1920, segundo relatório da marinha do Reino Unido que contabilizou o número de armas de fogo em posse das tribos, os zuaias possuíam armas de fogo. Em 1931, durante a campanha da Cirenaica, Rodolfo Graziani fez profunda campanha no deserto da Líbia e conseguiu conquistar Cufra em 12 de setembro, apesar da intensa resistência dos zuaias. Em fevereiro de 2012, a luta entre as tribos tubus e zuaias matou mais de uma centena de pessoas e a cidade tornou-se ponto de violações de direitos humanos de refugiados e migrantes.